# بندر الفيصل بن عبد العزيز آل سعود
الأمير بندر بن فيصل بن عبد العزيز آل سعود (1943 - 22 نوفمبر 2015) الإبن السابع للملك فيصل بن عبد العزيز آل سعود ووالدته الملكة عفت بنت محمد بن سعود الثنيان آل سعود (متوفاة).

## عن حياته
ولد الأمير بندر بن فيصل بن عبد العزيز آل سعود في عام 1943 و تخرج من كلية سلاح الجو الملكي بعدما تلقى علومة الثانوية في الولايات المتحدة وعمل بعد تخرجه في القوات الجوية الملكية السعودية وقد تدرج في الرتب العسكرية حتى وصل إلى رتبة فريق طيار ركن حيث أحيل إلى التقاعد في عام 2007 بعد أن عمل كبيراً للمستشارين العسكرين بمكتب سمو وزير الدفاع والطيران والمفتش العام مايقارب الخمسة عشر سنة تقريباً...

## أسرته
متزوج من الأميرة بسمة بنت ماجد بن عبد العزيز آل سعود، وأنجبا:
- الأمير سلطان بن بندر بن فيصل بن عبد العزيز آل سعود. متزوج من مشاعل بنت محمد بن فهد بن عبد العزيز آل سعود[3] وله من البنات الأميرة ريما، الأميرة سلطانة، والأميرة الجوهرة.[4]
- الأميرة هنا بنت بندر بن فيصل بن عبد العزيز آل سعود.[5] متزوجة من الأمير محمد بن فيصل بن عبدالله بن محمد آل سعود .

## وفاته
أعلن الديوان الملكي السعودي في بيان رسمي مساء يوم الأحد 10 صفر 1437هـ الموافق 22 نوفمبر 2015 عن وفاة الأمير بندر بن فيصل بن عبد العزيز آل سعود عن عمر يناهز 72 سنة.